# Jan Aleksander Braun
Jan Aleksander Braun (ur. 11 lutego 1891 w Nowym Dworze Mazowieckim, zm. wiosną 1940 w Charkowie) – kapitan lekarz weterynarii rezerwy Wojska Polskiego, działacz niepodległościowy, ofiara zbrodni katyńskiej.

## Życiorys
Urodził się 11 lutego 1891 w Nowym Dworze Mazowieckim, w rodzinie Bogumiła i Leokadii z Kunklów. W 1915 ukończył Studium Weterynaryjne przy Wydziale Lekarskim Uniwersytetu Warszawskiego, w latach 1917–1918 był żołnierzem II Korpusu Polskiego, walczył pod Kaniowem, gdzie dostał się do niewoli. Od 1918 w Wojsku Polskim, walczył w wojnie polsko-bolszewickiej. W 1922 został przeniesiony do rezerwy w stopniu kapitana i przydzielony do Okręgowego Szpitala Koni nr 1.
Następnie pracował jako miejski lekarz weterynarii w Warszawie, również w rzeźni, był działaczem Zrzeszenia Lekarzy Weterynarii. W sierpniu 1939 zmobilizowany do Modlina. W czasie kampanii wrześniowej 1939 walczył na froncie wschodnim. Po agresji ZSRR na Polskę – w nieznanych okolicznościach dostał się do niewoli sowieckiej. Przebywał w obozie w Starobielsku. Wiosną 1940 został zamordowany przez funkcjonariuszy NKWD w Charkowie i pogrzebany potajemnie w bezimiennej mogile zbiorowej w Piatichatkach, gdzie od 17 czerwca 2000 mieści się oficjalnie Cmentarz Ofiar Totalitaryzmu w Charkowie. Figuruje na Liście Starobielskiej NKWD, pod poz. 139(239). Symboliczny grób znajduje się na Cmentarzu Ewangelicko-Augsburskim przy ul. Młynarskiej w Warszawie (aleja 15, grób 12).

## Upamiętnienie
- 5 października 2007 minister obrony narodowej Aleksander Szczygło mianował go pośmiertnie na stopień majora[5][6][7]. Awans został ogłoszony 9 listopada 2007 w Warszawie, w trakcie uroczystości „Katyń Pamiętamy – Uczcijmy Pamięć Bohaterów”[8][9][10].

## Ordery i odznaczenia
- Krzyż Walecznych[1]
- Złoty Krzyż Zasługi – 22 marca 1939 „za zasługi na polu pracy społecznej”[11]
- Medal Niepodległości – 16 marca 1937 „za pracę w dziele odzyskania niepodległości”[12]
- Medal Pamiątkowy za Wojnę 1918–1921[1]
- Medal Dziesięciolecia Odzyskanej Niepodległości[1]